# Lijst van gemeenten in Artvin
Onderstaande lijst bevat alle gemeenten (2000) in de Turkse provincie Artvin.
| District | Gemeente  |
| -------- | --------- |
| Ardanuç  | Ardanuç   |
| Arhavi   | Arhavi    |
| Artvin   | Artvin    |
| Borçka   | Borçka    |
| Hopa     | Hopa      |
| Hopa     | Kemalpaşa |
| Murgul   | Damar     |
| Murgul   | Murgul    |
| Şavşat   | Meydancık |
| Şavşat   | Şavşat    |
| Yusufeli | Kılıçkaya |
| Yusufeli | Yusufeli  |